# Canon de 380 mm/45 modèle 1935
Le canon de 380 mm/45 modèle 1935 est le canon naval du plus gros calibre utilisé par les cuirassés de la Marine nationale française au XXe siècle. Il a été monté sur le Richelieu et le Jean Bart.

## Conception
Les canons de 380 mm/45 calibres modèle 1935 ont été construits à Ruelle, où l'activité de la fonderie au service de la Marine a commencé au XVIIIe siècle.  Les canons  de 380 mm ont été développés à partir des canons de 340 mm qui ont été conçus pour les cuirassés de la classe Normandie, qui n'ont jamais été achevés, et ont été installés sur la classe Bretagne au début des années 1930.

## Production
Vingt et un canons sont construits entre 1936 et 1937. Deux sont prévus pour rester à Ruelle, et trois pour le polygone de tir de Gâvres, à proximité de Lorient. Seize sont destinés au cuirassé Richelieu, qui en reçoit huit, et au Jean Bart qui en reçoit quatre sur sa tourelle I. Les deux navires ainsi équipés quitteront respectivement Brest et Saint-Nazaire pour Dakar et Casablanca, les 18 et 19 juin 1940. Un cinquième canon, embarqué sur le Mécanicien Principal Carvin pour rejoindre Casablanca, et être monté sur le Jean Bart, sera perdu quand le cargo est coulé par l'aviation allemande.

## Utilisation lors de la Seconde Guerre Mondiale

Les huit canons avant du Richelieu vus depuis la tour.

### Sur les cuirassésRichelieuetJean Bart

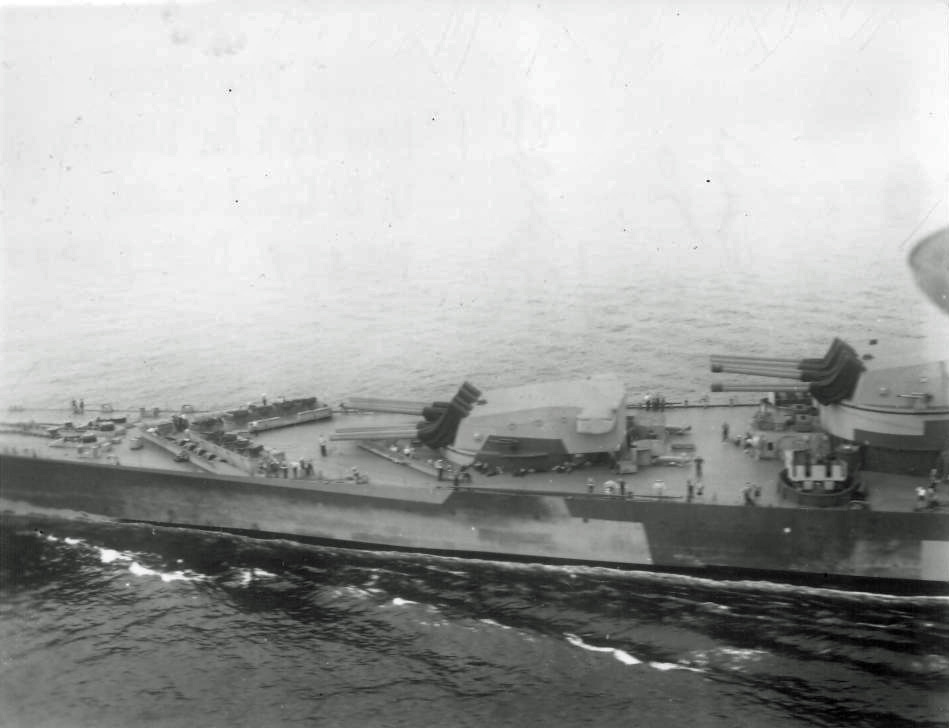
Le Richelieu en 1943.

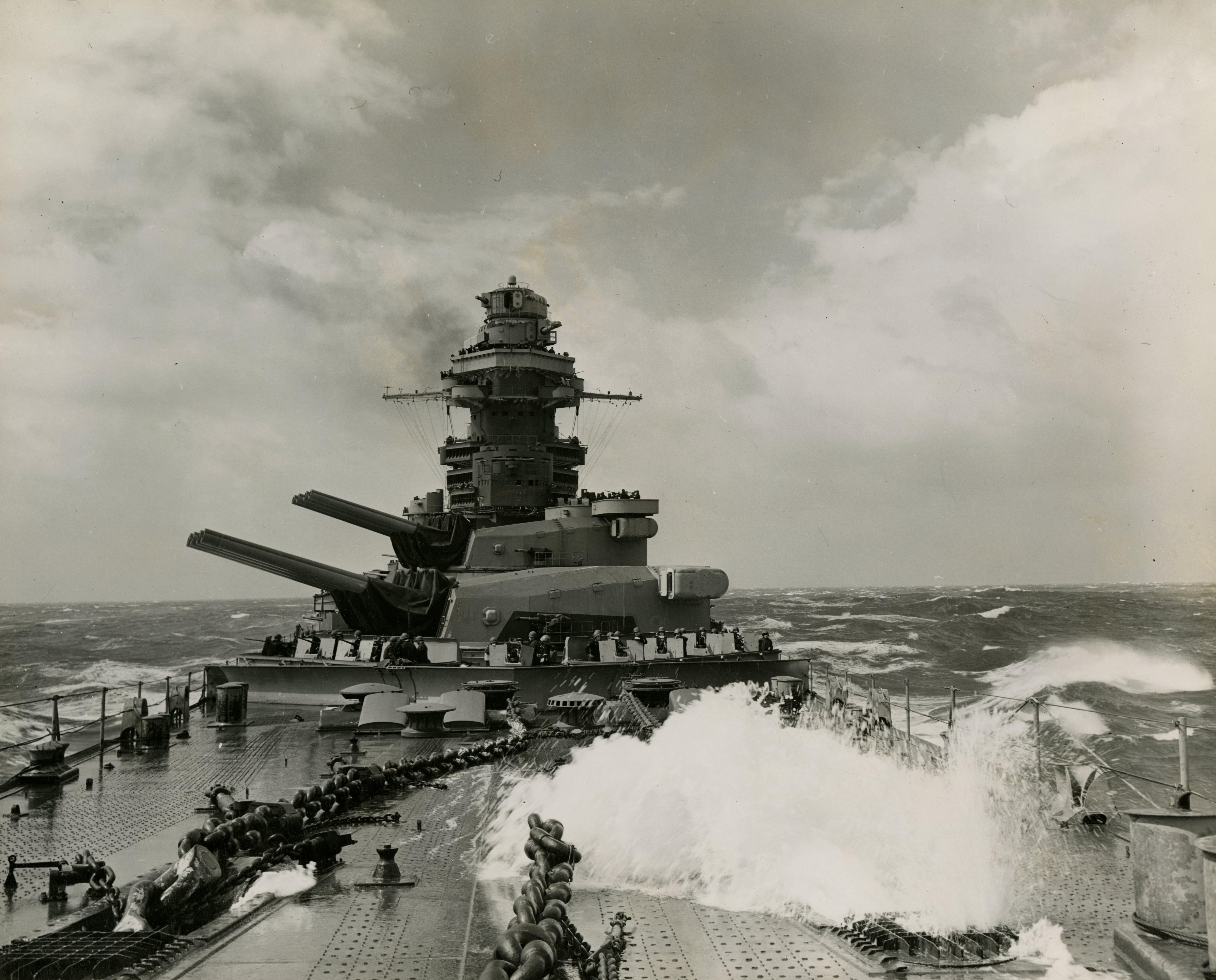
Le Richelieu en 1944.

Sur le Richelieu, les essais d'artillerie ont été effectuées hâtivement le 14 juin 1940. À l'arrivée à Dakar, fin juin, il faut un quart d'heure pour hisser un obus de la soute au canon, et après l'agression de Mers el-Kébir, le commandant du Richelieu, résolu à attaquer les bâtiments britanniques devant Dakar, pense qu'il ne pourra que tirer un coup, préalablement chargé, par pièce. Pendant l'été, l'artillerie est mise en ordre de marche, mais les servants de la tourelle I sont débarqués pour aller armer une batterie côtière. Lors de l'attaque britannique contre Dakar, le 24 septembre, le canon no 7 de la tourelle II de 380 mm explosa dès le premier tir et le tube no 8 est endommagé (et inutilisable) par une explosion prématurée de l'obus dans le tube, dès les premiers coups tirés. La tourelle I est alors réarmée et elle va tirer avec des gargousses utilisant une poudre différente, une vingtaine de coups, le lendemain, sans incidents, mais sans mettre de coup au but. Au cours de ces trois jours, aura tiré au total vingt-quatre coups de 380 mm.

Description de l'incident de tir détruisant le tube no 7 le 24 septembre 1940 :
1- La surpression résultant de la température élevée de la gargousse de poudre SD 21 (3700 kg/cm2) amène le bouchon à vis sur d'une des cavités à la base de l'obus de 380 mm pour y loger des cartouches de gaz toxiques à se briser.
2- Des fragments du couvercle de protection de la cavité bombardent le toit de la cavité, qui se fissure à son point le plus faible où il a été usiné.
3- Les gaz de combustion du propulseur sont forcés à travers le toit de la cavité sous pression.
4- Les gaz de combustion chaud entrent en contact avec l'explosif, provoquant l'explosion de l'obus dans le canon.

Une longue enquête déterminera qu'il y avait un défaut de conception du culot de l'obus de 380 mm,  mais la commission allemande d'armistice ne permettra pas que les canons soient réparés.
Sur le Jean Bart, la tourelle I, la seule qui a des canons, est mise en ordre de marche en mai 1942. Lors de l'attaque américaine du 8 novembre 1942 (opération Torch), elle est bloquée par un impact d'un obus de 406 mm du cuirassé USS Massachusetts. Remise en état, elle manque de peu, deux jours plus tard le navire amiral de la TF34, le croiseur USS Augusta.
Au début de 1943, les quatre canons du Jean Bart sont utilisés pour remplacer les trois canons avariés du Richelieu, le quatrième étant envoyé, pour essais au polygone de Dalhgren (en),. Les 417 obus de 380 mm, de fabrication française disponibles étant en nombre insuffisant, une série de commandes pour 1 530 obus est passée à la Crucible Steel Company of America (aujourd'hui Crucible Industries (en)), à partir des plans de l'Obus de Perforation (OPf) de 380 mm modèle 1935 dressés à Dakar. Ces obus de fabrication américaine, répertoriés comme OPf de 380 mm modèle 1943, reprennent certaines des caractéristiques internes des obus de 14 pouces (356 mm) de l'U.S. Navy, notamment le dispositif de coloration qui teinte les gerbes, mais non pas les impacts comme le fait le « dispositif K » des obus français. Mais les écoles à feu ont aussi montré que les charges américaines de poudre MCI 420, conditionnées en sacs, n'étaient pas assez rigides et se déchiraient parfois au chargement, forçant à interrompre le tir pour nettoyer les chambres de tir. Pendant la campagne dans l'Océan Indien en 1944, le commandant du Richelieu décida donc, pour les tirs de combat, de conserver les gargousses de poudre SD 21 de fabrication française. À cette occasion, il apparut également que les obus de perforation d'une masse de 884 kilogrammes, les seuls dont était doté le Richelieu, étaient, en action contre la terre, efficaces contre les ouvrages en béton, mais ils n'explosaient pas lorsqu'ils pénétraient dans le sol. Ceci conduisit à solliciter des Britanniques des obus explosifs. Désignés comme Obus Explosifs en Acier (OEA) de 380 mm modèle 1945, ils figureront dans les inventaires des deux cuirassés jusque dans les années 1950.
Après la guerre, pour l'achèvement du Jean Bart, l'établissement de Ruelle fabriqua neuf nouveaux canons, entre 1945 et 1949. Un fut envoyé à Gâvres, et sept ont été installés sur le Jean Bart, qui récupéra pour compléter sa dotation le canon qui avait été envoyé au polygone de Dalhgren en 1943.

Dessin d'artiste de la tourelle quadruple du Richelieu.

En 1950, les canons de la tourelle II du Richelieu, qui, pour trois d'entre eux, avaient été installés en provenance du Jean Bart en 1943, furent retirés, pour être mis à la ferraille. Ils furent remplacés par les canons de la tourelle I, qui ont été rechemisés à Ruelle. Dans la tourelle I, on installa le neuvième canon fabriqué à Ruelle après la guerre, et trois canons récupérés, celui emmené par les Allemands à Meppen après l'avoir rechemisé, celui qui avait été installé à la batterie de La Corvée près du Havre, et l'un de ceux qui avaient été envoyés en Norvège (ces deux dernières pièces avaient tiré moins de quarante coups),.
En juillet 1957, le Jean Bart tire les derniers obus de 380 mm de la Marine française.

### Sur le Mur de l'Atlantique
Les Allemands récupèrent les huit canons restés en France, ils en enverront trois en Allemagne, au polygone de tir de Krupp à Meppen, à Essen et à Hanovre, trois en Norvège et un en Normandie, à la batterie de La Corvée près du Havre, pour les installer en batteries côtières du Mur de l'Atlantique.

## Exemplaires conservés et utilisation actuelle
Aujourd'hui, l'un des canons du Richelieu est exposé au port militaire de Brest, non loin du pont de Recouvrance, un autre à Gâvres, un troisième est exposé à l'École navale, un quatrième à Ruelle, et un cinquième à l'arsenal militaire de La Spezia.
Depuis plusieurs décennies, l'entreprise d'armement française KNDS France (à l'origine GIAT puis Nexter) utilise une culasse de l'un des anciens canons du Richelieu pour produire des obus de haute-précision dans son usine de La Chapelle-Saint-Ursin, notamment dans le cadre de la guerre d'Ukraine. La poudre est compressée grâce à la culasse de 33 tonnes selon un procédé spécifique très contraignant, qui implique de comprimer les granules de matière explosive à 2 000 bars.